# Aurélien Duraffourg
Aurélien Duraffourg est un entraîneur français de handball.
Responsable du centre de formation et adjoint de Frédéric Bougeant au Havre de 2009 à 2012, il prend les commandes de l'équipe première en 2012. Il termine deux fois 4e du championnat mais n'est pas conservé à l'issue de la saison 2013-2014. Il rejoint alors l'Achenheim Truchtersheim Handball.